# ام سی رووتر
کریستین نیکول ریچی با نام هنری ام سی راوتر (زاده: ۵ می ۱۹۸۶) رپر سابق آمریکایی سبک Nerdcore است.
گفته می‌شود وی اولین خواننده زن سبک نرکور است. نام گروه وی " g33k b34t 1337" و از ۲۰۰۴ فعالیت خود را آغاز کرده بود.وی به اسلام روی آورد و اسم کوچکش را به "عابده" تغییر داد،او‌ اکنون موسیقی را کنار گذاشته و به عنوان مترجم فعالیت می‌کند.